# 格朗里
格朗里（法語：Grandris，法語發音：[ɡʁɑ̃ʁi]）是法国罗讷省的一个市镇，属于索恩河畔自由城区。

## 地理
格朗里（46°2'16"N, 4°28'31"E）面积15.22 平方千米，位于法国奥弗涅-罗讷-阿尔卑斯大区罗讷省，该省份为法国中东部省份，北起顺时针与索恩-卢瓦尔省、安省、里昂大都会、伊泽尔省和卢瓦尔省接壤。
与格朗里接壤的市镇（或旧市镇、城区）包括：屈布利兹、莫拉蒙塔涅、阿泽尔格河畔拉米尔、尚博-阿利耶尔、圣瑞斯特达夫赖。

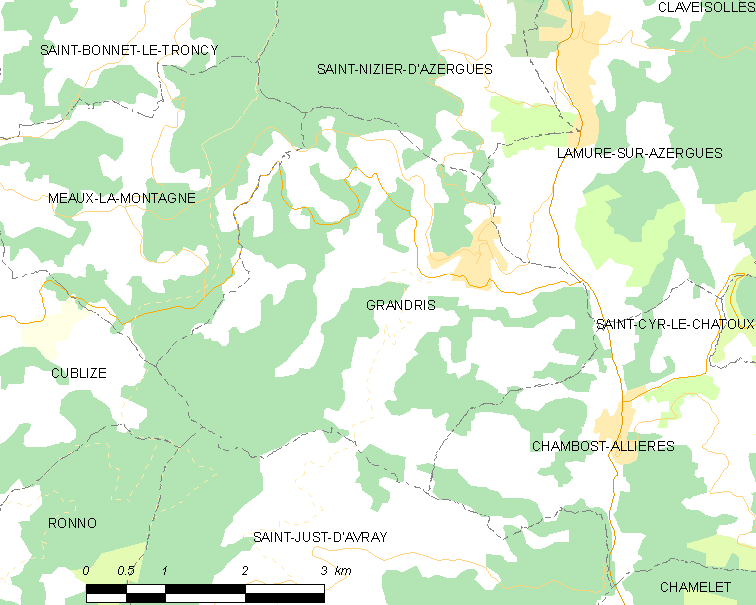
格朗里的OSM定位图

格朗里的时区为UTC+01:00、UTC+02:00（夏令时）。

## 行政
格朗里的邮政编码为69870，INSEE市镇编码为69093。

## 政治
格朗里所属的省级选区为塔拉尔县。

## 人口

1962-2008年间格朗里人口变化图示

格朗里于2022年1月1日时的人口数量为1212人。